# Збігнєв Пронашко
Збігнєв Пронашко (пол. Zbigniew Pronaszko; 15 травня 1885, Деребчин — 8 лютого 1958, Краків) —польський художник, скульптор, графік, один з найбільш відомих представників польського авангардизму.

## Походження
Походив із збіднілого шляхетського роду, який брав початок у Литві. Народився в Деребчині Ямпільського повіту. Був онуком Люціана, учасника Січневого повстання, і Юзефи з Кайсевичів (рідної сестри кс. Г. Кайсевича, відомого релігійного діяча), найстаршим сином Францішека, інженера-технолога, директора деребчинської цукроварні (за даними на 1914 p.), і Фелікси Бони із Савіцьких. Мав сестру Гелену, у шлюбі Жуковську, і братів: Анджея (1888—1961), Стефана (20.11.1896, Вінниця — 1943), майора Війська Польського, замученого гестапо під час втечі полонених з табору для військовополонених офіцерів у Досселі, та Лєха (11.08.1899, Вінниця — 1921), офіцера Війська Польського.
Мати Збігнєва, художньо обдарована людина, ліпила з глини мініатюрні скульптури. Вона зробила великий вплив на розвиток мистецьких зацікавлень як Збігнєва так і його брата Анджея.

## Життєпис

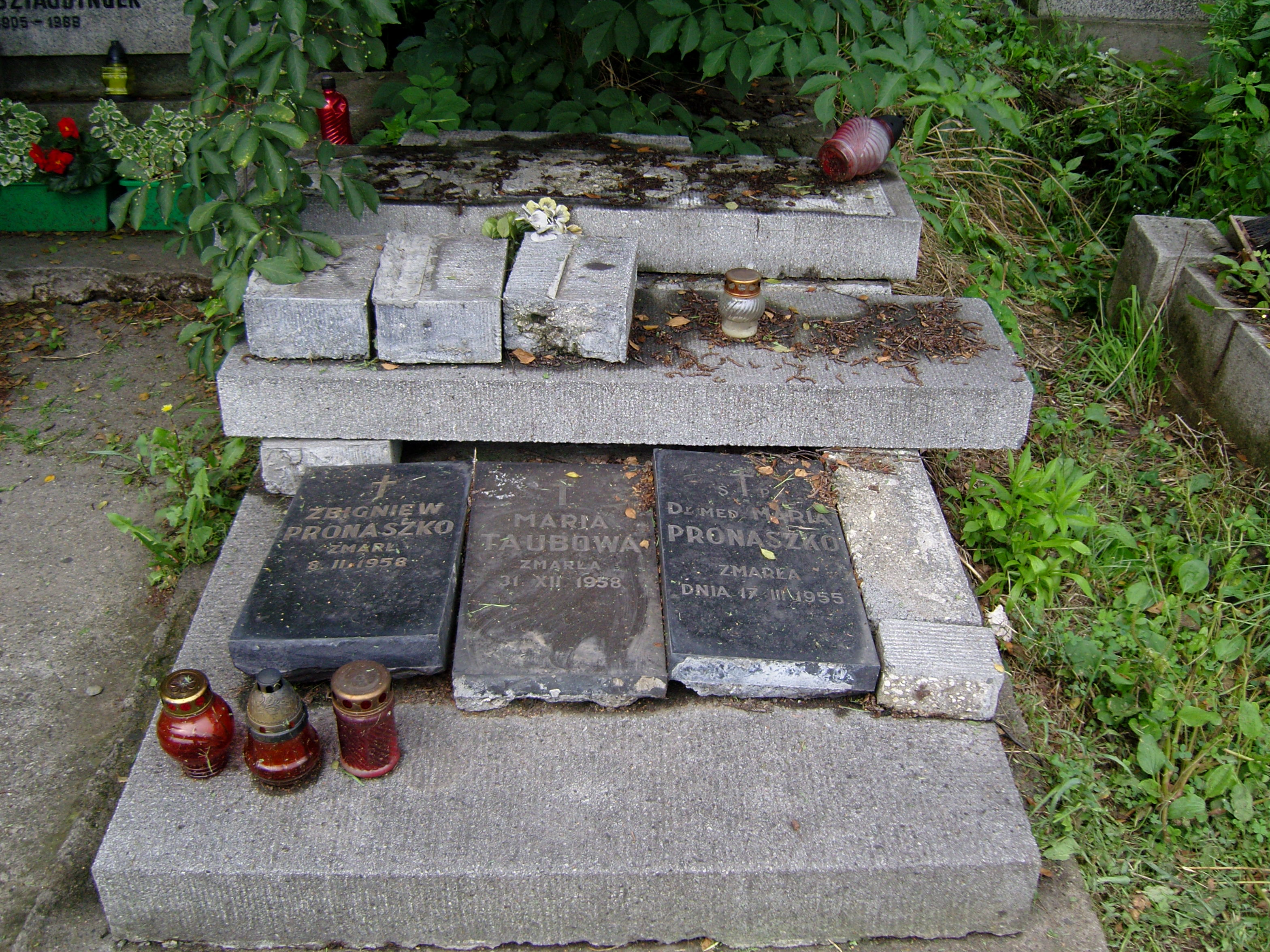
могила З. Пронашка

Від 1895 р. Збігнєв навчався у Вінницькому реальному училищі, після закінчення якого повернувся до родинного дому в Деребчин. Там почав малювати, передусім портрети членів родини.
Через деякий час навчався у Київському художньому училищі, у 1906—1911 pp. — у Краківській AM у майстерні Т. Аксентовича.
Улітку 1907 р. виїхав у першу закордонну подорож через Відень до Мюнхена, де в пінакотеці копіював портрети Веласкеса, Тиціана, Веронезе, та Парижа, де оглядав роботи імпресіоністів і Матісса. Весною 1910 р. відвідав Венецію, Флоренцію, Мілан, Рим, звертаючи особливу увагу на творчість Джотто, Мазаччо, Рафаеля.
У 1907—1912 pоках написав низку картин (частково втрачені): «Відвічна пісня», «Золотий тілець», «Останній акомпанемент», «Меланхолія» (1909), «Старий рибалка» (1910), «Діди» (1910), портрети матері та брата Анджея. У них застосував анатуральний колорит з домінуванням фіолетового й зеленого кольорів.
У 1909 р. брав участь у II виставці групи «Zero» в Палаці мистецтв у Кракові. Ініціював разом з братом Анджеєм і Т. Чижевським І і II Виставки Незалежних під патронатом Союзу польських митців у Кракові (1911, 1912), які оголошували бунт проти рутини в мистецтві. В обох узяв участь, зокрема на першій виставив картину, сьогодні невідому навіть з репродукції, — «На снігу».
У 1912 р. розпочав проект малярсько-скульптурного оформлення костьолу місіонерів у Кракові (як гонорар зажадав лише повернення коштів за малярські матеріали). Однак його проект, який став предтечею польського формізму, був визнаний за скандальний і відхилений ченцями, а потім знищений автором. Свою реакцію на різку оцінку проекту опублікував у статті «Przed wielkim jutrem» («Перед великим завтра», «Rydwan», 1914), яка закликала до творення в царині ідей, вражень і переживань.
У травні-червні 1914 р. взяв уперше участь у Театральній виставці в Кракові, на якій представив 4 проекти декорацій, опрацьовані спільно з братом, до п'єси «Judasz z Kariothu» Кароля Губерта Ростворовського, у серпні — у черговій Виставці Незалежних.
На початку І світової війни у зв'язку з важкими матеріальними умовами й відсутністю австрійського паспорта виїхав з братом Анджеєм до Закопаного. Залишався там до 1917 p., користуючись гостинністю В. Оркана, у домі якого познайомився зі С. Жеромським і Я. Каспровичем. Заробляв на життя, працюючи влітку на лісопильні, узимку ж копаючи льодовий жолоб для швидкісного спуску на санках. У Закопаному дебютував як сценограф 1915 р.: для театру в залі «Morskie Око» спроектував разом з братом декорації до фрагментів п'єс «Lilla Weneda» Ю. Словацького й «Legion» С. Виспянського, режисером яких був С. Жеромський. З того ж часу походить сценографія П. до опери «Aida» Верді, балету «Taniec ognia», п'єси «Dziady» А. Міцкевича (остання має характер монументальної сценографії). У закопанський період захопився підгальським народним мистецтвом — різьбленням по дереву й малярством на склі, натхненність яких буде використана пізніше формізмом. Тоді ж виникли перші різьбярські праці Пронашко (портрети Жеромського, Ростворовського, С. Бистроня) і фреска на фасаді Торгової спілки Замойського, на якій у зображенні Мадонни кубістичні й експресіоністські елементи поєднувалися з декоративністю, близькою народним картинам на склі (обурені ґуралі замалювали її вже через кілька днів після завершення).
У 1916 році повернувся до Кракова. Там у театральному сезоні 1916/17 р. співпрацював з театром ім. Ю. Словацького, проектуючи спільно з братом костюми до п'єси «Akropolis» Виспянського та сценографію до п'єси «Nіеbіеsкі рtак» М. Метерлінка (нереалізована), а також спільно із 3. Вєрцяком декорації та самостійно костюми до прем'єри п'єси «Powrot Odysa» Виспянського.
Від лютого 1917 р. був головним реквізитором Народного театру в Кракові. Того ж року створив разом з братом і Т. Чижевським авангардну мистецьку групу формістів, яка в розширеному складі організувала в Товартстві друзів мистецтва в Кракові в листопаді 1917 р. першу виставку під назвою «Польські експресіоністи». Того ж року Пронашко надіслав свої роботи на виставку Польського мистецького клубу у Варшаві. З 1917 р. походить картина Пронашко «Христос скорботний», з 1918 р.- різьби «Pieta» («Скорбота»), «Сибілла», «Христос у саду», «Христос благословляє», виконані під виразним впливом підгальського різьблення по дереву, а також картини з рисами польського формізму, зокрема «Жінка з книгою на фоні краєвиду». В опублікованій на сторінках часопису «Мазкі» статті «О екsрresjопіzтіе» («Про експресіонізм») Пронашко дав визначення цієї течії та зробив синтез її основних принципів.
У 1918 р. взяв участь у Виставці польської графіки й експресіоністів у Львові та в II Виставці польських експресіоністів у Кракові.
У 1919 р. перебував у Варшаві, де брав участь у мистецькому житті, зокрема експонував свої роботи на виставці Товариства сприяння мистецтву та на І Виставці формістів, під час І з'їзду художників увійшов до виконавчого комітету Союзу художників. Крім того, влаштовував з В. Лєонгардом кав'ярню «Zіеmіаnsка» на вул. Кредитовій, для театру «Reduta» виконав сценографію до п'єси «Ponad snieg» Жеромського. Того ж року створив картину «Музикант», портрети І. Сольської й архітектора Васільковського. Брав участь у Виставці формістів у Познані (1919—1920). З 1920 р. походять кілька важливих формістичних робіт П.: цикл пейзажів з Вадовіц, монументальний портрет його дружини, різьба «Погруддя Титуса Чижевського» і проект (нереалізований) пам'ятника Болєславу Сміливому.
У 1921 р. П. експонував свої малярські роботи та різьби на IV Виставці формістів у Кракові та на Виставці формістів у варшавській галереї «Zacheta». У той період в малярстві П. відбувався поступовий відхід від формізму й пошук нових форм, що проявилося, зокрема, у щораз частішій участі П. в офіційних виставках, які влаштовувалися Т-вом друзів мистецтва, в його зближенні з членами Т-ва пол. митців «Sztuка» (показував свої роботи з ними на виставках у Кракові: XXIV (1922), XXVI (1923) і XXXVI (1926)). У червні 1922 р. Т-во сприяння мистецтву навіть влаштувало виставку П. Того ж року він брав участь у Виставці пол. мистецтва в Музеї Крільйон у Парижі та проектував ляльки до сатиричного вертепу в мистецькому кабаре «Pikador» у Варшаві, який мав великий успіх.
Крім того, 1923 р. П. в Театрі ім. Словацького в Кракові проектував спільно з братом Анджеєм декорації для п'єси «Czupurek», спільно з С. Поплавським — для п'єси «Zmartwychwstanie» Ростворовського, сам — сценографію п'єси «Dardamella rogacz». Того ж року в Краківській опереті проектував декорації для вистави «Ostatni walc».
У 1923 p. виїхав до Вільна, де посів кафедру декораторського малярства на фак. мистецтв університету Стефана Баторія. Там 2 роки працював над пам'ятником А. Міцкевичу, визнаним за пік формізму, хоч і створеним уже в поформістичний період. 12-метровий дерев'яний проект пам'ятника, який з'явився над р. Вілією, був визнаний за один з найкращих пам'ятників Міцкевича, однак міська влада його відкинула. Був знищений під час розливу р. Вілії 1938 р. (відомий з мініатюрного проекту, випаленого в глині, який зберігається в Національному музеї в Кракові, і зі світлини).
У Вільні проектував також декорації для опери до «Opowiesci Hoffmana» і для Пол. театру для п'єси «Zlote wiezy».
У 1924 p. повернувся до Кракова, де розпочав педагогічну працю у Вільній малярській школі. Його творчість у 1925—1932 pp. характеризували відхід від формізму, зацікавлення кольором, відображення форми виключно кольором, у моделюванні перехід від гострого, кубістичного до округлого та спокійного. З 1925—1926 pp. походять картини П. «Дівчина з фруктами» і «Каролька», портрет Л. Сервіна, натюрморти, краєвидні композиції та жанрові сцени, зокрема «Пиятика» і «Партія шахів», з 1929—1932 pp. — портрети дружини, матері і дружини, д-ра Сльончека з дружиною. У 1929 р. в малярських композиціях П. з'явився мотив портрету з мандоліною чи гітарою, який часто повторювався аж до 1946 р.
П. брав активну участь у мистецькому житті краю, зокрема в бойкоті Т-ва друзів мистецтва, чергових Виставках Незалежних (1927—1929), у виставках у салоні Т-ва сприяння мистецтву (1927, 1929), у Крайовій виставці в Познані (1929), у Палаці мистецтв у Кракові (1929, акварелі).
У 1928 р. виконав поліхромію кількох кам'яниць у Старому Місті у Варшаві.
За кордоном брав участь у виставках, які влаштовувались Т-вом поширення пол. мистецтва серед іноземців у Гельсінкі (1927) і Венеції (1928), 1928 р. — у виставці екслібрису в Лос-Анджелесі та в Осінньому салоні в Парижі. Від 1927 р. дружив з Е. Зеґадловичем, якого кілька разів портретував, а 1929 р. виконав ілюстрації (10 гравюр) до його твору «Ballady o powsinogach beskidzkich» (П., 1929).
Поступово здобував популярність серед мистецької молоді Кракова, особливо в групі учнів Ф. Коварського, який 1929 р. пропонував міністерству призначити П. професором в AM. Того ж року П. брав участь в оформленні інтер'єру кав'ярні «Esplanada», де виник Клуб краківських футуристів і формістів. У той період діяв і як сценограф, зокрема в 1924—1926 pp. спільно з братом Анджеєм створив 7 сценографічних праць у варшавському Театрі ім. Боґуславського. У 1929 р. проектував декорації до «Aida» у Варшавській опері.
У 1930 р. виїхав до Парижа й Італії для студій над малярством Тьєполо, Веронезе, Тінторетто.
У 1931 р. брав участь у Виставці робіт чотирьох модерністів у Варшаві, 1932 р. — у Виставці «Групи десяти» в Т-ві друзів мистецтва в Кракові, у поточній виставці того ж Т-ва та виставці групи «Нова генерація» в Палаці мистецтв Т-ва друзів мистецтва у Львові, у виставці Союзу пол. художників у Палаці мистецтв у Кракові, 1936 р. і 1937 pp. — в Інституті пропаганди мистецтва у Варшаві, 1937 p. — у «Салоні 35» в Познані.
П. презентував пол. мистецтво на XVIII Міжнародному бієнале у Венеції.
У 1931 р. був серед молодих митців, запрошених Вавельським комітетом для проектування малярських декорацій у замку на Вавелі (Краків), зокрема 1933 р. виконав розписи в спальні Вазів на склепінні та на фризі, у 1936—1937 pp. — малярську декорацію на 2 поверсі вежі Зиґмунта III в передпокої та покої. Був одним з ініціаторів утворення в Кракові театру «Cricot» (1933), кілька разів проектував декорації та костюми до різних його спектаклів. Зв'язався в той час з об'єднанням художників «Zwornik» і брав участь у його виставках, зокрема вперше 1933 р. (як гість) у XI виставці в Кракові, 1935 p. — у Белграді, де було представлене пол. малярство колористичної орієнтації, і в XVII виставці в Галереї мистецтв у Лудзі. Крім того, долучився до редакційної роботи в часописі об'єднання «Zwornik» «Halo, Halo plastycy mówia». На той період припадають найвищі малярські досягнення П., зокрема монументальні «Три акти в майстерні» (1934), портрет скрипаля В. Сиревича, «Автопортрет» (1935), «Натюрморт з кавуном» (1937), «Моделі в майстерні» (1938). Він брав участь у Виставці сучасного мистецтва в Брюсселі 1935 p., у Всесвітній виставці в Парижі 1937 р. (золота медаль за картину «Моделі»), у виставці в Пол. павільйоні в Нью-Йорку 1939 р. Ще раз висловився на тему формізму в статті «Jak to bylo wlasciwie» («Як то власне було», «Glos Plastyka», 1938). У 1933—1938 pp. також співпрацював з краківським театром «Cricot», де проектував, м. ін., сценографію вистав «Reportaz z przedmiescia» (1934) і «Mez і zona» (1938), маски й костюми для політичного вертепу «Herod і Ariowie» (1937).
У воєнні роки (1939—1945) включився в конспіративну діяльність, переховувався в Радзішуві під Краковом. З того часу походять акварелі з краєвидними мотивами, зокрема з околиць Радзішува, і кілька олійних композицій, у тому числі «Портрет дружини за столом».
Від 1945 р. був професором, а в 1948—1949 pp. — ректором AM у Кракові. Тут його учнями були, зокрема, В. Боровчик і С. Ґєровський.
У 40-ві роки П. продовжував у малярстві програми, розпочаті перед війною, зокрема вдосконалював тему гітариста. У 1946 р. виникла картина, яку вважають вершиною творчості П., — «Гітарист II», 1948 р. датується один з найцінніших портретів П. «Портрет дружини в білому капелюсі», 1949 р. — портрет Г. Блюм, відомий як «Портрет історика мистецтва». Одночасно П. створив ряд ескізів до «Портрету дружини в чорному», «Відпочинку», «Портрету дружини на фоні килима».
У 1950 р. надіслав 5 картин на І Загальнопол. виставку образотворчого мистецтва, але кваліфікаційна комісія прийняла тільки «Портрет Анджея Пронашка». З тих років походить лише кілька картин, які П. прагнув витримати в рамках обов'язкового канону, а саме «Передовиця» (1950), «Нарада молодіжного активу» (1951), «Сільськогосподарська реформа» (1952—1953), «Перед демонстрацією» (1955) і «Після демонстрації» (1955). Останні дві картини замикали період соцреалізму в його творчості. Попри це, П. творив роботи, які були продовженням його зацікавлень, зокрема «Портрет Людвіка Сольського» (нагорода на III Загальнопол. виставці1952 p.), синтетичний «Натюрморт з лимоном» (1955), портрети Е. Крхи та К. Дуніковського.
Отримав, III нагороду на II Загальнопол. виставці образотворчого мистецтва у Варшаві (1951), II нагороду — на III такій же виставці (1952), Державну мистецьку нагороду II ст.1953 р. за творчість у царині портрету та Державну мистецьку нагороду 1955 р. за свою малярську творчість у цілому.
У 1955 р. починається останній етап творчості П. У березні того року померла його дружина, якій він присвятив картину «Самотнє крісло» (1956) і «Смерть Елленаї» (1957); одночасно виникли картини П., які були рефлексією над старістю та самотністю старої людини, — «Стара людина над книгою», «Стара людина над келишком абсенту», «Перерване читання» (всі з 1956 р.) й експресивна картина, яка замикала той цикл, — «loe, який падає під тягарем». У його майстерні залишився незакінченним портрет старого маляра, який сидить перед мольбертом з безсило опущеною рукою.
У 1957 р. в Т-ві сприяння мистецтву в Кракові відбулась велика виставка робіт П. з нагоди 50-ліття його мистецької праці. П. був відзначений орденом Штандарту праці V ст. та командорським хрестом ордена Відродження Польщі.
Помер 8.02.1958 в Кракові, похований на Сальваторському цвинтарі міста.
Був одружений від 1919 р. з Марією Нормою Таубе, доктором медицини. Той шлюб був бездітним. Більшість праць П. (за його заповітом) зберігається у фондах Національного музею в Кракові. Крім того, вони є в колекціях національних музеїв у Варшаві, Познані, Вроцлаві, Ґданську, у Музеї мистецтв у Лодзі, Ґурношльонському музеї в Битомі, окружних музеях у Ґрудзьонді та Ченстохові, а також у приватних колекціях.